# Сърцето на мрака
„Сърцето на мрака“ (на английски: Heart of Darkness) е новела от писателя Джоузеф Конрад. Историята, разказана от Чарлз Марлоу, обхваща пътуването му по река Конго, която той разказва на другарите си на борда на малка яхта, акостирала в река Темза. Тази обстановка позволява на Конрад да създаде паралел между Конго и Лондон, като места на мрака.
Централна за Конрад е темата, че разликата между цивилизованите хора и тези, които се наричат диваци, е малка. Новелата повдига въпроси за расизма и империализма по онова време.
Публикувана е 1899 г. в три части в „Blackwood’s magazine“ по случай 1000-ното му издание. Творбата е преиздавана и превеждана на много езици.

## Предистория
Джоузеф Конрад служи 16 години като моряк в британския морски флот. По-късно става капитан. На 32 години заминава за Белгийско Конго. „Сърцето на мрака“ отразява опита, преживяванията и картините, които е видял, докато е плавал по река Конго.

## Сюжет
Новелата има 3 части. Повествователната рамка е разказ в разказа. Има двама разказвачи – единият е неназован, дава начало на историята: група моряци са се събрали на яхта и чакат отлива, а другият е Чарли Марлоу – неговата история е ретроспективна и доминира в творбата.
На малката яхта „Нели“, пуснала котва в река Темза, при град Грейвсенд, Англия, Марлоу разказва на своите другари моряци за плаването си като капитан на малко параходче по река Конго, Африка. Още от дете Марлоу жадува да обиколи света – слагал пръста си на някое място и заявявал, че ще отиде като порасне. Но най-голям интерес у него предизвиквало мястото на мрака и огромната, приличаща на змия река, течаща през него. След като се завръща в Лондон, след пътуване по Индийския и Тихия океан, героят си търси работа на кораб. По това време си спомня, че има търговска компания, която плава по тази река. От Компанията го назначават за капитан на параход, предишният починал при сблъсък с туземци. Заминава с френски кораб за Конго. След повече от тридесет дни стига лагера на Компанията. Там се строи железопътна линия от черни – роби и затворници, придружавана от безброй безсмислени взривове. Марлоу влиза в джунглата, за да походи на сянка, но сякаш е навлязъл в „последния кръг на ада“. Между дърветата той вижда болни, умиращи черни, омаломощени и изтощени, оставени в ужасни условия и оскъдна храна.
След 10 дневен престой в лагера, където се запознава със счетоводителя на Компанията, който му разказва за господин Курц, Марлоу се отправя пеша, заедно с още шестдесет души, към централния лагер, където е параходът, който ще управлява. Когато стига лагера, той научава, че корабчето е потънало. Среща се с управителя на лагера, който му казва, че се е бавил прекалено много време и не можел повече да чака, защото се носели слухове, че изключителният господин Курц бил болен.
Марлоу се захваща за работа на следващия ден – изважда параходчето от реката и започва поправката. Докато работи избухва пожар, за който обвиняват един черен – пребиват го. Марлоу не може да повярва, че е попаднал в такъв „недействителен свят“. Докато наказват причинителя на пожара, героят е поканен в колибата на тухларя на централния лагер. Там той най-накрая разбира кой е тайнственият господин Курц – управителят на вътрешния лагер. Мъжът хвали Курц, нарича го „посланик на милосърдието, науката, напредъка“.
Три месеца по-късно параходчето е поправено и се отправя по реката към лагера на Курц. По пътя Марлоу непрекъснато следи и подминава опасностите за корабчето – дънери, потънали скали. Всичко наоколо е тихо, величествено, само нощем морякът чува биенето на тъпани отвъд завесата на дърветата. На около осем мили от лагера на Курц спират за през нощта. На сутринта се събуждат заобиколени от гъста бяла мъгла. От брега се чува остър писък и дива врява. Всички се сковават от ужас и страх, очаквайки най-лошото. Два часа по-късно, на около миля преди лагера, Марлоу и спътниците му са нападнати. Откъм дърветата летят стрели към параходчето, а поклонниците на параходчето обсипват джунглата с олово. Убит е кормчията, когото по-късно Марлоу хвърля в реката. Марлоу дърпа парната свирка, която надава пронизителен писък и подплашва нападателите.
Стигайки лагера, Марлоу вижда на брега човек, напомнящ му по външен вид на палячо, да им маха да стъпят на брега. Управителят на централния лагер, придружен от група въоръжени поклонници, отиват при Курц. През това време мъжът от брега се качва на параходчето и Марлоу разбира, че е руснак, живеещ в лагера. Докато разговарят, морякът научава много за Курц: че е много болен, как туземците го почитат и слушат, властта му над тях, експедициите му за слонова кост и насилието, което упражнявал върху местните, как ограбвал селата им. Руснакът говори с обожание за господин Курц, възхищава се на интелекта и властта му. Докато разговарят, Марлоу оглежда брега и гледката го потриса. Вижда главите на местни забити на колове. Руснакът му обяснява, че това са глави на бунтовници, неподчинили се на волята на Курц.
През това време от къщата излизат поклонници, носещи болния Курц на импровизирана носилка. Настаняват го на парахода, където той и управителят имат разговор. На брега се събират местни и една красива жена се изравнява с параходчето преди да изчезне в джунглата. Когато управителят излиза, казва на Марлоу, че Курц е много зле и го обвинява, че е сторил зло на Компанията, а не добро. Преди да си тръгне руснакът изповядва на Чарли Марлоу, че Курц е този, който е заповядал на туземците да нападнат корабчето.
След полунощ Марлоу се събужда и открива, че господин Курц е изчезнал. Героят слиза на брега и го открива търсещ помощ от местните. Марлоу е разгневен и е готов да го убие, ако само издаде звук – Курц иска да обрече всички на смърт, само за да остане.
На следващия ден по обед тръгват, тълпата от местни отново се е събрала. Поклонниците са готови да изпразнят пушките си в тях сякаш е игра.
По обратния път към Европа здравето на Курц се влошава и той умира с думите „Ужас, ужас“ на уста. Изчезва от лицето на Земята и оставя само спомена за себе си. Поклонниците го заравят в една кална дупка. Самият Марлоу също се разболява тежко и е на прага от смъртта, но се спасява.
Вече завърнал се в Европа, морякът е раздразнен от цивилизования свят. Нищо не му се струва същото. Посещават го много хора, които искат книжата на Курц. Накрая героят остава само с няколко писма и снимката на годеницата на Курц. Той я посещава и открива, че въпреки че е изминала година от смъртта на Курц, тя още скърби, ще скърби цял живот. Годеницата иска да узнае какви са били последните думи на любимия. Марлоу я лъже и казва, че последните му думи са били нейното име.
С тези думи завършва разказът на Чарли Марлоу. Известно време никой от другарите му не помръдва. А Темза тече до „най-затънтеното място на земята – сърцето на мрака“.

## Персонажи
- Чарлз Марлоу – е централната фигура на историята, протагонист. От дете мечтае да изследва мистериите и тайните на Африка. Когато пристига там, открива, че това е един свят пропит от зло. Разбира колко повърхности и алчни са всички, че жаждата за печалба е замъглила съзнанието им. Марлоу не открива враг в лицето на местните, даже изпитва уважение към някои от тях. Той се отличава с любопитство, скептицизъм, но и с доброта и съчувствие. При неговото завръщане в Европа, на Марлоу му е трудно да се впише в „града-гробница“ и посредствените хора, живеещи там.
- Курц – тайнственият управител на вътрешния лагер. Компанията иска да освободи Курц от неговите задължения, но той не желае никога да си замине. Представен най-вече чрез красноречието и гласа си, които омагьосват. Репутацията му е широко разпространена. В очите на хората той е гений, създаден за велики дела. Сърцето на мрака го е погълнало и е настанило мрак в собствената му душа. Отличава се с бруталност, жестокост, поквара.
- Управителят на централния лагер – студен, бездушен човек. Той е поробил много от местните и не се интересува от тяхното страдание. Ревнува от Курц.
- Руснакът – млад мъж с приключенски дух. Наивен е. Курц е неговият идол. Той му се възхищава и го възхвалява. Грижи се за него, когато е болен. Готов е винаги да му помогне. Възгледите на руснакът контрастират с тези на Марлоу. Сравнява го с палячо, което контрастира с трагедията на ситуацията.
- Черните – роби, работници, бунтовници, врагове. Отнасят се с тях с презрение и жестокост. Бият ги, наказват ги. Смъртта е единственото им избавление.

## Заглавие
Заглавието „Сърцето на мрака“ загатва проблемите в новелата: Африка – „Черният континент“, нейните тайнства и мистерии, нова притегателна сила и равното на нея човешко сърце пълно със зло, алчност, поквара, страх, невежество и неразбиране на другите, амбицията да ги подчинят

## Теми
- Расизъм – бели срещу черни – една от най-засегнатите теми в творбата. Местните черни са третирани като роби, животни. Белите смятат, че трябва да ги превъзпитат. Не се опитват да разберат обичаите, традициите, навиците им. Смятат се за по-добри. Черните са диваци и варвари. Оковават ги и не се интересуват от съдбата и страданията им. „Международното дружество за потискане на дивашките обичаи“ възлага на Курц да напише доклад: „Той започваше с аргумента, че ние, белите, от гледище на настоящия етап на развитието ни сигурно им изглеждаме (на диваците) като свръхестествени същества – отиваме при тях с властта на божеството и пр., и пр. Като използваме волята си, ние можем да упражним неограничено въздействие“ (Конрад, 340). Тук е свързана и темата за робството.
- Цивилизация и варварство – се преплитат и се губят едни в други. Вярвайки, че са цивилизовани, защото живеят в градове, пътуват с кораби и влакове, носят модни дрехи, хората от Компанията непрекъснато се държат варварски. Тези цивилизовани европейци лесно се подават на мрака на сърцата си и на първичните инстинкти. Докато хората от Компанията са представени като брутални, местните, нецивилизовани са рядко жестоки. Те не нараняват.
- Империализъм и колонизация
- Алчност – хората от Компанията са алчни за слонова кост. Това е единствената им цел – достигане на благата. Слоновата кост символизира европейската алчност.
- Смърт – смъртта достига всички, не прави разлика.
- Мрак – мракът се открива както в джунглата, така и в сърцата на хората – там се крие истинският мрак, истинското зло.

## Критика
По времето на Джоузеф Конрад новелата не е била успешна. Била е определяна като незначителна творба.
След 1960 година произведението се изучава във всички курсове по английска литература и е едно от най-анализираните.
„Сърцето на мрака“ е критикувано от нигерийския писател Чинуа Ачебе. В своята публична лекция той определя творбата като обидна, защото представя африканците не като хора.

## Адаптации
Филмови адаптации
- „Сърцето на мрака“ – филм от 1993 г. – с участието на Тим Рот в ролята на Марлоу и Джон Малкович като Курц.
- „Апокалипсис сега“ – филм от 1979 г. – интерпретация на новелата. Премества действието от Конго във Виетнам по време на Виетнамската война. Марлоу, в ролята на когото е Мартин Шийн, е преименуван на Уилърд. Във филма Уилард, капитан от американската армия, е нает да открие и да убие Курц (Марлон Брандо).

Видео игри
- Far Cry 2 е модерна адаптация на творбата.
- Spec Ops: The Line